# Tripedalia binata
Tripedalia binata is een tropische dooskwal uit de familie Tripedaliidae. De kwal komt uit het geslacht Tripedalia. Tripedalia binata werd in 1988 voor het eerst wetenschappelijk beschreven door Moore. 